# Dominik Życki
Dominik Życki (Varsovia, 15 de febrero de 1974) es un deportista polaco que compitió en vela en la clase Star.
Ganó una medalla de oro en el Campeonato Mundial de Star de 2008 y dos medallas en el Campeonato Europeo de Star, oro en 2012 y plata en 2011. Participó en dos Juegos Olímpicos de Verano, ocupando el cuarto lugar en Pekín 2008 y el octavo en Londres 2012.

## Palmarés internacional
| \| Campeonato Mundial \| Campeonato Mundial \| Campeonato Mundial \| Campeonato Mundial \| \| Año \| Lugar \| Medalla \| Clase \| \| ------------------ \| ----------------------- \| ------------------ \| ------------------ \| \| 2008 \| Miami (Estados Unidos) \| Medalla de oro \| Star \| \| Campeonato Europeo \| \| \| \| \| Año \| Lugar \| Medalla \| Clase \| \| 2011 \| Dún Laoghaire (Irlanda) \| Medalla de plata \| Star \| \| 2012 \| San Remo (Italia) \| Medalla de oro \| Star \| |                         |                  |       |
| Campeonato Mundial |                         |                  |       |
| Año | Lugar                   | Medalla          | Clase |
| 2008 | Miami (Estados Unidos)  | Medalla de oro   | Star  |
| Campeonato Europeo |                         |                  |       |
| Año | Lugar                   | Medalla          | Clase |
| 2011 | Dún Laoghaire (Irlanda) | Medalla de plata | Star  |
| 2012 | San Remo (Italia)       | Medalla de oro   | Star  |